# 예니세이 키르기스
예니세이 키르기스(Енисей кыргыздары), 또는 고대 키르기스, 하카스(хакас, Хягас)는 기원전 3세기 경부터 13세기까지 예니세이강 상류부터 미누신스크(Минусинск) 분지 남부까지에서 거주했던 고대 투르크계 민족이다. 굉장히 거대한 영역을 가졌던 민족이었다. 또한, 840년, 위구르 제국을 완전히 멸망시키고 예니세이 키르기스 카간국 (Енисей Кыргыз каганаты) 이라는 카간국을 세우기도 했었다.
```
    [역대 카간]
```

(알 수 있는 사람만 기재)
- 바르스 카간 (693~711)
- 자글라카르 (840~844)
- 아레 (844~847)
- 용무성명 가한 (847~890)
- 코코토이 (890~897)
- 뵈긔-뮈렌 (897~907)